# Parafia Narodzenia Najświętszej Maryi Panny w Kolniczkach
Parafia Narodzenia Najświętszej Maryi Panny w Kolniczkach – parafia rzymskokatolicka, znajdująca się w archidiecezji poznańskiej, w dekanacie nowomiejskim.